# Konin
Konin je město a městský okres v Polsku ležící na řece Wartě. Jedná se o třetí nejlidnatější město Velkopolského vojvodství, po Poznani a Kališi. Podle informací z konce roku 2006 zde žije 80 471 obyvatel.

## Partnerská města
- Valašské Meziříčí, Česko